# رالف أبركرمبي

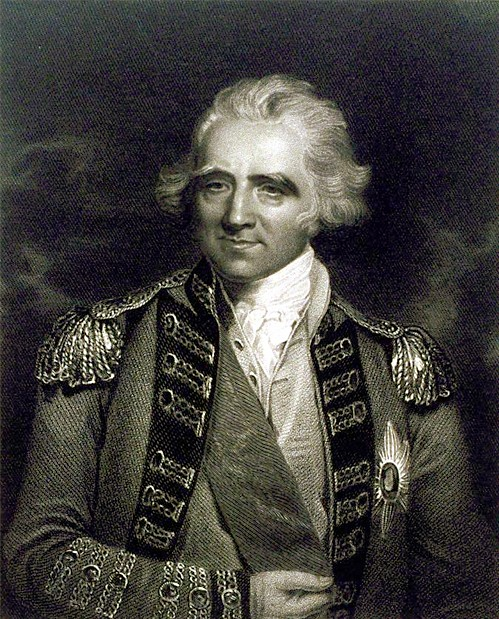
رالف أبركرمبي

رالف أبركرمبي (بالإنجليزية: Ralph Abercromby) (1734- 1801) كان قائدا بريطانيا. درس القانون بجامعة ليبتزج, ولكنه آثر الجندية، عين ضابطا بالجيش البريطانى، واشترك في حرب السنين السبع (1756- 1763). واضطر إلى طلب احالته على المعاش 1783 لمناصرة قضية المستعمرات الإنجليزية الأمريكية في حرب الاستقلال, ولكنه عاد إلى الجيش البريطاني 1793. امتاز ببراعته في التراجع أمام الجيش الفرنسي المحارب في الفلاندر, وأنقذ بذلك معظم القوات البريطانية التي أرسلت لمعاونة النمسا وروسيا في حربها ضد جيوش الثورة الفرنسية. عين قائدا عاما بجزر الهند الغربية (1795-1797). ثم نقل قائدا للقوات الإنجليزية في أيرلندا واسكتلندا, وهولندا. أرسلته حكومته على رأس الحملة التي أنقذتها لاخراج الجيش الفرنسى من مصر, ونزل بأبى قير ولكنه قتل في أثناء المعركة.